# The Love Me Nots
The Love Me Nots est un groupe de rock américain originaire de Phoenix dans l'Arizona. Il s'est formé en 2006 autour de Nicole Laurenne et Michael Johnny Walker. Le groupe renoue avec un son garage inspiré du rock sixties.
Profondément ancré dans un mélange d’influences musicales  – The Animals, The Ventures, April March, Gun Club, The Seeds, Detroit Cobras – The Love Me Nots définirent leur  style musical comme "spy-surf-fuzz-gogo", commençant rapidement à composer ils enregistrèrent leur 1er album In Black And White avec Jim Diamond (White Stripes, Romantics, Gore Gore Girls). Dans la semaine qui suivit la sortie, l’album entra au CMJ’s Top 100, et le titre "Move In Tight" fut nommé chanson qu’il faut télécharger maintenant’’ dans le magazine américain SPIN.
Au Printemps 2008, The Love Me Nots accueillirent une nouvelle section rythmique. En effet, Nicole Laurenne au chant et au Farfisa et Michael Jonny Walker à la guitare furent rejoints par 2 vétérans de la scène musicale d’Arizona : Kyle Rose Stokes à la basse et Vince Ramirez à la batterie. Detroit, le 2e album de The Love Me Nots, fut sorti sous le propre label du groupe Atomic A Go Go, et entra dans plusieurs  Top Albums 2008 aux États-Unis. Plus tard dans l’année, il y eut la réalisation du vidéo clip du titre “You’re Really Something” et la sortie vinyl de l’album Detroit par Project Infinity. Le groupe fut ensuite embarqué dans une grande tournée sur la côte ouest américaine.
En 2009, The Love Me Nots se produisirent au SXSW et partirent pour leur 1re tournée en Europe. "Break My Heart" un titre du 1er album fut même entendu à la television dans le show “Rescue Me”. Après le départ de Vince Ramirez, le producteur de Phoenix Bob Hoag rejoignit le groupe à la batterie.
Le 3e album de The Love Me Nots, Upsidedown Insideout, toujours enregistré par Jim Diamond, a été conjointement sorti par les labels Atomic A Go Go et May Cause Dizzyness en Septembre 2009. Le titre “You’re Bringing Me Down” a été diffusé dans The Underground Garage (Sirius Radio), et l’album reçu un franc succès auprès de radios locales ainsi que dans de nombreuses universités, mais aussi à l’international. Une vidéo pour le titre ‘’Do What You Do’’ a été réalisée au début 2010 et le groupe continua à tourner aux États-Unis. Plus tard, ce fut au tour de la France de les accueillir aux 24 Heures du Mans en compagnie de The New York Dolls.
2011, le groupe achève l’enregistrement de son  4e album  "The Demon and the Devotee," sortit le 6 avril en France sous les labels Bad Reputation (CD) et Project Infinity (LP). The Love Me Nots continuent leur tournée avec plusieurs dates en Europe et notamment en France début Avril.
Le groupe se sépare en 2017. Nicole Laurenne et Christina Nunez la bassiste fondent un nouveau groupe exclusivement féminin "The Darts"

## Composition du groupe
Formé pendant l’été 2006 à Phoenix dans l’Arizona, The Love Me Nots intitule sa sonorité comme étant de la “spy-surf-fuzz-gogo”. 
Un garage-rock classieux dans le son, la composition et l’exécution, avec guitares fuzzy, rythmiques surf et Farfisa nasillard, mais surtout avec l’érectile Nicole Laurenne, avocate dans la vraie vie, mais Vampirella sulfureuse sur scène. Une musique qui donne une furieuse envie de bottines en vinyle et robes en skaï !
Les membres du groupe sont :
- Nicole Laurenne (chant)
- Michael Johnny Walker (guitare)
- Sophie O (basse+backing ) depuis juin 2011
- Jay Lien (batterie)

- Christine Nunez (basse → mai 2008)
- Kyle Rose Stokes (basse+backing  → juin 2011)
- Vince Ramirez (batterie 2009)

"One of the most exciting acts of the moment; Disc of the month. Stunningly Feverish." - Rolling Stone 2009

## Discographie
2007 IN BLACK & WHITE, est sorti sur le propre label du groupe, Atomic A Go Go en janvier 2007. Une semaine après sa sortie, le disque entre dans le Top 100 des Charts CMJ où il reste pendant dix semaines.
2008 DETROIT, une nouvelle fois produit par Jim Diamond pour Atomic A Go Go Records, sort en août 2008 et a figuré dans plusieurs listes de ‘Top Albums 2008’ aux USA.
2009 UPSIDE DOWN INSIDE OUT, a été enregistré par Jim Diamond pendant l'été 2009 (White Stripes, Gore Gore Girls, Romantics).
2011 THE DEMON AND THE DEVOTEE, 4e album sorti en Avril 2011 produit par Jim Diamond, apportant une nouvelle fois sa touche au son garage rock imparable du groupe de Phoenix.
2014 SUCKER  5e album produit par Bob Hoag.